# Графеновий обігрівач

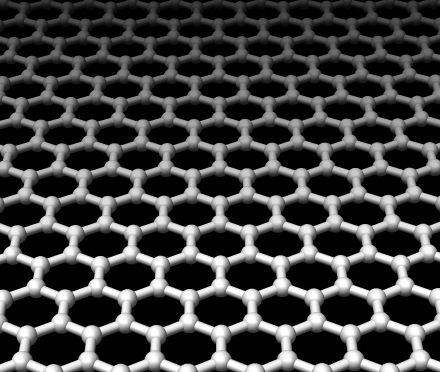
Молекулярна структура графену

Графеновий обігрівач — перспективний вид обігрівачів, який функціонує за рахунок використання нагрівального елемента з графену. Цей матеріал має дуже високу енергоефективність в якості нагрівального елемента, за рахунок цього обігрівачі на основі графену споживають в рази менше електроенергії для обігріву приміщень у порівнянні зі звичайними.
Найбільшою особливістю графену є те, що він має теплопровідність, яка перевершує теплопровідність таких матеріалів як мідь та алюміній. В той же час інноваційне графенове покриття оптимізує молекулярну структуру нагрівального елемента для надзвичайно швидкого нагрівання та відведення тепла.
Графенове покриття випромінює тепло в інфрачервоному світловому діапазоні, воно непомітне для людського ока, це світло є близьким до довжини інфрачервоної хвилі, що випромінює людське тіло, тому це випромінювання добре поглинається тілом та генерує резонансне нагрівання. Інфрачервоне випромінювання графену можна порівняти із сонячним світловим випромінюванням, яке потрапляє на тіло і глибоко його обігріває.
Графеновий шар рівномірно та цілісно розподіляє тепло через випромінювання по всій площі предметів і поверхонь, що ним обігріваються, цим графенове випромінювання забезпечує високу енергоефективність та економність.
На даний момент розроблені графенові обігрівачі трьох типів у вигляді:
- електричного інфрачервоного випромінювача
- електричного конвектора
- інфрачервоного керамічного обігрівача[4].